# Corynomalus elegans
Espèce
Corynomalus elegans est une espèce de coléoptères de la famille des Endomychidae et de la sous-famille des Lycoperdininae. Elle est trouvée en Équateur.